# パッケージ松浦
株式会社パッケージ松浦（ぱっけーじまつうら）は、徳島県徳島市丈六町に本社を置く、日本のパッケージマーケティング業者である。

## 概要
1990年（平成2年）の設立。拠点を徳島県に構えて企業活動を行っている。
パッケージを変えて売上が上がる事例、パッケージによって企業ブランディングができる事例など、パッケージマーケティングを提唱している。

## 本社
本社
- 所在地：徳島県徳島市丈六町山端10-1